# Anisocycla jollyana
Anisocycla jollyana är en tvåhjärtbladig växtart som först beskrevs av Jean Baptiste Louis Pierre, och fick sitt nu gällande namn av Friedrich Ludwig Diels. Anisocycla jollyana ingår i släktet Anisocycla och familjen Menispermaceae. Inga underarter finns listade i Catalogue of Life.